# Unione Sportiva Akragas 1965-1966
Questa pagina raccoglie le informazioni riguardanti l'Unione Sportiva Akragas nelle competizioni ufficiali della stagione 1965-1966.

## Rosa
| N. |                   | Ruolo | Calciatore          |
| -- | ----------------- | ----- | ------------------- |
|    | Italia (bandiera) | D     | Callea Giuseppe     |
|    | Italia (bandiera) | D     | Riccardo Carleschi  |
|    | Italia (bandiera) | D     | Francesco Carusotto |
|    | Italia (bandiera) | C     | Alberto Corazza     |
|    | Italia (bandiera) | A     | Giuseppe Franzò     |
|    | Italia (bandiera) | P     | Antonio Gridelli    |
|    | Italia (bandiera) | C     | Roberto Mariotti    |
|    | Italia (bandiera) | A     | Giovanni Mezzetti   |
|    | Italia (bandiera) |       | Morganelli          |
|    | Italia (bandiera) | A     | Vincenzo Morè       |
|    | Italia (bandiera) | A     | Nazzareno Palazzoli |

| N. |                   | Ruolo | Calciatore         |
| -- | ----------------- | ----- | ------------------ |
|    | Italia (bandiera) | D     | Orazio Panenbianco |
|    | Italia (bandiera) | D     | Giorgio Regis      |
|    | Italia (bandiera) | C     | Eder Rigonat       |
|    | Italia (bandiera) | C     | Giuseppe Savini    |
|    | Italia (bandiera) | C     | Gabriele Scappi    |
|    | Italia (bandiera) | C     | Nello Sgorbizza    |
|    | Italia (bandiera) | C     | Maurizio Spotti    |
|    | Italia (bandiera) | C     | Roberto Spreafico  |
|    | Italia (bandiera) | P     | Natale Taglioni    |
|    | Italia (bandiera) |       | Talenti            |